# Руденко, Виталий Николаевич
Вита́лий Никола́евич Руде́нко (укр. Віталій Миколайович Руденко; род. 26 января 1981, Одесса) — украинский футболист, вратарь.

## Биография

### Клубная карьера
Воспитанник одесского «Черноморца». Первый тренер — В. В. Мельник. В «Черноморце» играл с 1999 года, который покинул летом 2010 года после его вылета из Премьер-лиги и перешёл во львовские «Карпаты». Из-за усиления конкуренции на позиции голкипера с покупкой Мартина Богатинов, в начале 2011 года был отдан в аренду в запорожскому «Металлургу» до конца того сезона.
По итогам сезона 2010/11 «Металлург» занял последнее 16 место и вылетел в Первую лигу Украины. Руденко провёл всего 3 матча, в которых пропустил 1 гол (от Григория Баранца в матче с «Оболонью»). Руденко уступал место в основе команды Дмитрию Безотосному.
Летом 2011 года Руденко стал полноценным игроком «Металлурга», подписал двухлетний контракт с клубом.
По окончании контракта в июне 2013 года покинул «Металлург».
19.08.2013 заявил о завершении карьеры, и стал одним из тренеров молодёжного состава (U-19) одесского «Черноморца».

### Карьера в сборной
В 2000 году в составе юношеской сборной Украины стал серебряным призёром чемпионата Европы. В 2001 выступал на молодёжном чемпионате мира в Аргентине в составе сборной Украины.

## Достижения
- В списках лучших футболистов Украины[укр.]: 2003 — № 3
- Серебряный призёр Первой лиги Украины: 2011/12